# ブワヤイ駅
ブワヤイ駅（ブワヤイえき、タイ語:สถานีรถไฟชุมทางบัวใหญ่）は、タイ王国東北部ナコーンラーチャシーマー県ブワヤイ郡にある、タイ国有鉄道東北線・北線の駅である。

## 概要
ブワヤイ駅（ブアヤイ駅とも言う）は、タイ王国東北部ナコーンラーチャシーマー県の人口約8万3千人が暮らすブワヤイ郡にある。バンコクから東北本線経由で345.50 km 地点であるが、ケンコーイ　-　ブワヤイ線（バイパス線）経由では375.90 km である。2019年1月現在1日に18本（9往復）の列車が発着する。その内訳は、特急1往復、急行1往復、快速1往復、普通6往復である。クルンテープ駅から、特急列車（夜行）または急行列車利用で6時間30分程度である。
当駅を経由してバンコクとウドーンターニー、ノーンカーイを結ぶディーゼル急行の一部は、当駅で乗客を乗せたまま給油作業を行う。（これはディーゼル急行に使用される車両であるTHN型及びNKF型気動車が、導入当初バンコク周辺の近郊輸送用に設計されていたため燃料タンクが長距離仕様の大容量になっておらず、燃料タンク周辺のスペースの関係でタンクの交換も不可能なことに起因する苦肉の策である）

## 歴史
1932年5月1日に開業し当初は終着駅であったが、2年後の1934年4月1日にコーンケン駅まで延伸開業された事により中間駅となり、その後1967年8月19日にバイパス線が開通した事により分岐駅（乗換駅）となった。
- 1897年3月26日 【開業】クルンテープ駅 - アユタヤ駅 (71.08 km)
- 1897年5月1日 【開業】アユタヤ駅 - ケンコーイ駅 (54.02 km)
- 1898年3月3日 【開業】ケンコーイ駅 - ムワックレック駅 (27.20 km)
- 1899年5月25日 【開業】ムワックレック駅 - パークチョン駅 (27.63 km)
- 1900年12月21日 【開業】パークチョン駅 - ナコンラチャシーマ駅 (83.72 km)
- 1922年5月1日 【開業】ナコンラチャシーマ駅 - タノンチラ分岐駅 (2.63 km)
- 1929年5月1日 【開業】タノンチラ分岐駅 - ノーンスーン駅 (28.80 km)
- 1932年5月1日 【開業】ノーンスーン駅 - ブワヤイ駅 (50.42 km)
- 1934年4月1日 【開業】ブワヤイ駅 - コーンケン駅 (104.25 km)
- 1967年8月19日 【開業】ラムナーラーイ駅 - ブワヤイ駅 (167.10 km)

## 駅構造
2016年より開始されたタノンチラ - コーンケン間の複線化工事に合わせ2019年ごろ従来の低床単式1面及び低床島式1面の2面3線であったプラットホームも高床島式2面4線へと近代化された。駅舎と各プラットホームは跨線橋により結ばれている。

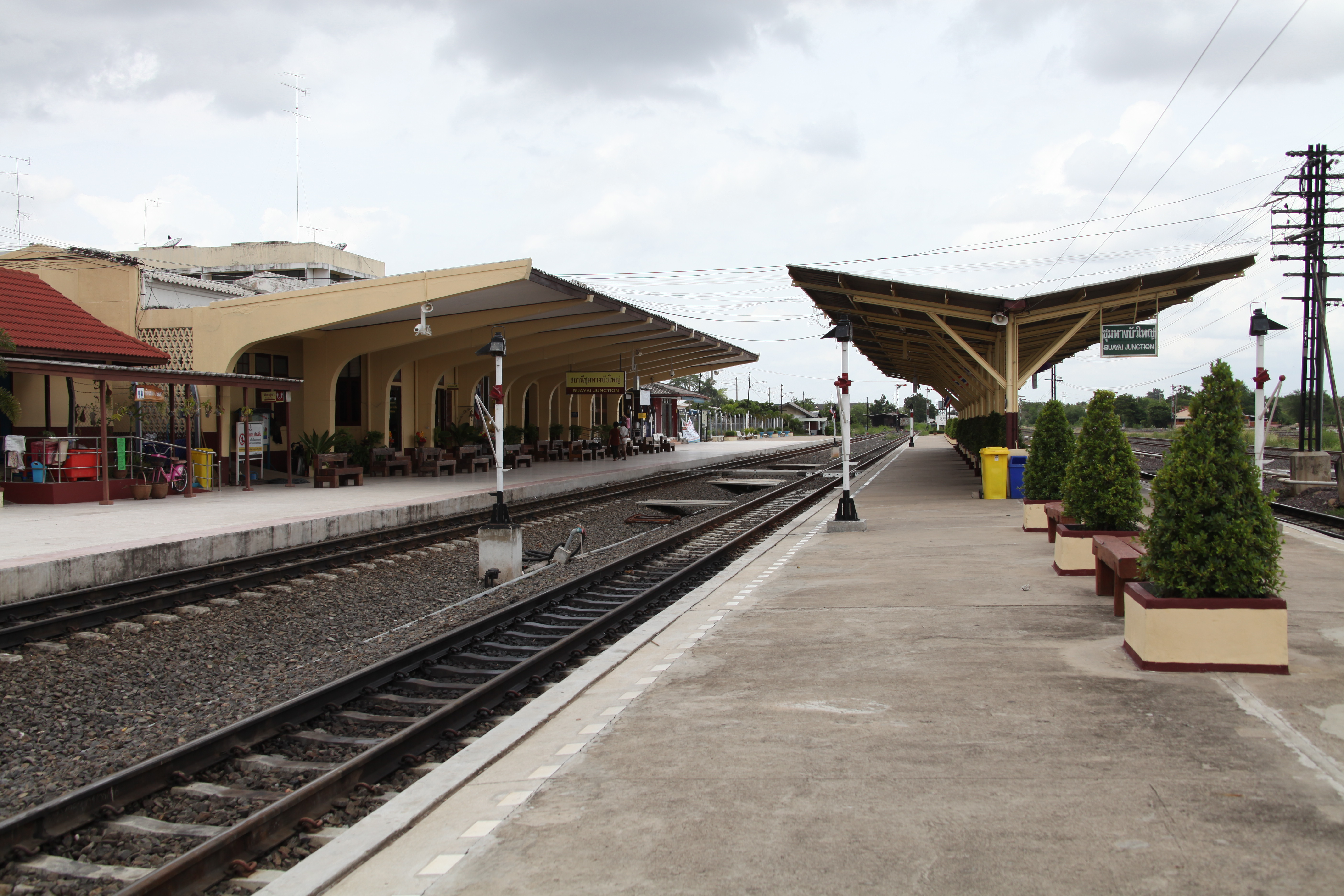
旧ブワヤイ駅構内

## 駅周辺
- ブワヤイバスターミナル（800m）